# 标准单元
在半导体设计中，标准单元设计方法是指一种特殊應用積體電路设计中使用数字逻辑的方法。
一个标准单元是指一系列由晶体管和连线结构组成的具有布尔逻辑功能或者触发功能的数字单元。

## 标准单元的应用
标准单元通常可以应用在数字电路设计中的综合和布局布线阶段。

## 布线
在使用布局级网表和单元级库版图，布线工具可以增加信号连接线和电源线。